# Cojedes (paroisse civile)
Pour les articles homonymes, voir Cojedes (homonymie).
Cojedes est l'une des deux paroisses civiles de la municipalité d'Anzoátegui dans l'État de Cojedes au Venezuela. Sa capitale est Cojedes, chef-lieu de la municipalité.

## Géographie

### Démographie
Hormis sa capitale Cojedes, la paroisse civile possède plusieurs localités :
- Casa de Tejas
- Cojedes (ou Cojedito[1], ou Cojeditos)
- El Estero
- El Peñusco
- La Chorrera
- Retajado
- Santa Teresa

## Sources
- (es) Cet article est partiellement ou en totalité issu de l’article de Wikipédia en espagnol intitulé « Cojedes (Cojedes) » (voir la liste des auteurs).